# Spitznasennatter
Die Spitznasennatter (Gonyosoma boulengeri, Syn.: Rhynchophis boulengeri) zählt innerhalb der Familie der Nattern (Colubridae) zur Gattung der Falschen Kletternattern (Gonyosoma). Sie wird auch als Boulengers Spitznasennatter, Boulengers Schnauzennatter oder Vietnamesische Langnasennatter bezeichnet, darf aber nicht mit der Langnasennatter (Rhinocheilus lecontei) aus Amerika verwechselt werden.

## Merkmale
Diese Schlange erreicht eine Länge von etwa 110–160 cm. Sie ist als Jungtier stahlgrau gefärbt und nimmt nach ca. 12–14 Monaten langsam eine grüne Färbung an. Ihr auffälligstes Merkmal ist der lange, bewegliche Schnauzenfortsatz, dem sie auch ihren Namen verdankt. Von der spitzen Schnauze aus führt ein feiner schwarzer Strich durch das Auge bis zum Hals. Die Kehle und die Oberlippenschilder sind weißlich bis hellgrün.

## Verbreitung
Ihre Heimat sind das nördliche Vietnam und das südliche China. Dort bewohnt sie meist subtropische Wälder, wo sie sich in erster Linie auf Sträuchern und in den unteren Regionen von Bäumen aufhält.

## Verhalten
Die Hauptaktivitätszeit der Spitznasennatter ist die Nacht. Ihre Beute besteht hauptsächlich aus kleinen Säugern wie Mäusen sowie von Reptilien und Amphibien. Aber auch junge Vögel, Insekten und sogar Fische stehen auf der Speisekarte. Sie erreichen ihre Geschlechtsreife mit knapp zwei Jahren und sind an keine feste Paarungszeit gebunden. Nach erfolgreicher Paarung legt das Weibchen an geschützter Stelle, meist in einer Erdmulde, fünf bis zehn Eier. Die Jungschlangen schlüpfen nach etwa 90 Tagen und versorgen sich von Anfang an selbstständig.